# Église Saint-Étienne de Nevers
Pour les articles homonymes, voir Église Saint-Étienne et Saint-Étienne (homonymie).
L'église Saint-Étienne de Nevers est une église romane datant de la seconde moitié du XIe siècle, située dans la commune de Nevers en France.

## Histoire

### Historique du prieuré
L’histoire de Saint-Étienne commence au début du VIIe siècle avec la fondation d’une communauté de femmes placée sous la règle du moine irlandais saint Colomban sur le site de l’église actuelle, à l'extérieur de la ville du haut Moyen Âge et donc exposée aux invasions. C'était une riche église, dédiée à Jésus-Christ, à la sainte Vierge, à saint Étienne premier martyr de l'Auxerrois, à saint Jean et aux saints Innocents. Après de nombreuses dégradations et destructions aux siècles suivants, l’abbaye décline et n’est plus mentionnée. Les chanoines de Saint-Sylvestre s’y installent pendant quelques années en 1063, à la demande de l'évêque Hugues de Champallement. Ils sont rapidement remplacés par des moines bénédictins à la suite de dissensions qui opposent les clercs au prieur de la collégiale.
Le prieuré a été fondé par le comte Guillaume Ier de Nevers, qui le place alors sous l'autorité de l'abbaye de Cluny. L'église est construite de 1063 à 1097 ; à cette époque, l'abbé de Cluny Hugues de Semur envisage la construction de Cluny III - construction qui commence en 1088. Il est probable que la construction de Saint-Étienne a préparé la voie au gigantisme de Cluny.
La reconstruction du monastère Saint-Étienne à la fin du XIe siècle, « Monument le plus parfait que le XIe siècle ait laissé à la France » selon Viollet-le-Duc, s'inscrit dans la réforme grégorienne, un effort de rétablissement de l'usage de la règle dans les communautés religieuses qui redonne une vigueur nouvelle à l’Église. Après la tentative infructueuse de restauration de l'ancien oratoire fondé au VIIe siècle avec une communauté de chanoines, le vieil évêque Hugues et le comte Guillaume donnent les lieux aux moines de Cluny vers 1065. C'est vraisemblablement vers cette date que fut décidée la reconstruction du monastère, qui devait bénéficier d'une aisance financière et de l'amélioration des techniques notamment en ce qui concerne l'emploi de la pierre de taille.
La charte de 1097 octroie d'importantes donations et de nombreux privilèges au prieuré en même temps qu'elle crée le bourg franc de Saint-Étienne. Le comte Guillaume abandonne tous ses droits aux Clunisiens qui devinrent les seigneurs du bourg avec haute, moyenne et basse justice. Lieu d'asile, le bourg abritait des hommes libres exempts d’impôts et de services militaires. Quoique entouré par des remparts élevés par Pierre de Courtenay au XIIe siècle, le prieuré et le bourg ne perdirent ces privilèges qu'en 1585 lorsque furent, pour toujours réunis, le bourg de Saint Étienne et la ville de Nevers, et la justice des religieux à celle du bailliage.
En 1420 un incendie détruit les bâtiments du monastère, qui sont partiellement reconstruits au XVIIIe siècle.

### Historique de l'église
L'église Saint-Étienne de Nevers, bien que peu connue comme beaucoup de monuments de la Nièvre, est l'une des églises de style roman les plus belles et les mieux conservées de France.
L'église Saint-Étienne fait l’objet d’un classement au titre des monuments historiques par la liste de 1840.
La cathédrale de Nevers est fondée au début du VIIe siècle au sommet de la butte dominant la Loire, et dédiée à saint Gervais et saint Protais. Autour d'elle, plusieurs monastères et églises paroissiales sont construits durant les siècles suivants. 
Les travaux commencèrent par le sanctuaire et le massif occidental puis continuèrent par le transept, les collatéraux et la nef. Ils furent conduits rapidement et l'édifice pouvait être consacré en 1097 par l'évêque Yves de Chartres. L'architecture de Saint-Étienne s'inscrit pleinement dans le mouvement de la fin du XIe siècle : le haut-vaisseau central est contrebuté par des collatéraux élevés surmontés de tribunes voûtées en demi-berceau comme en d'autres édifices majeurs (Saint-Sernin de Toulouse) ; le chœur développe un déambulatoire dans lequel s'ouvrent plusieurs chapelles rayonnantes dans l'esprit de la grande abbatiale de Cluny ; et, surtout, l'élévation est à trois niveaux comme à Jumièges ou à la basilique Saint-Rémi de Reims.
La construction s'achève au XIIe siècle par l’adjonction d’un porche devant la façade ouest.

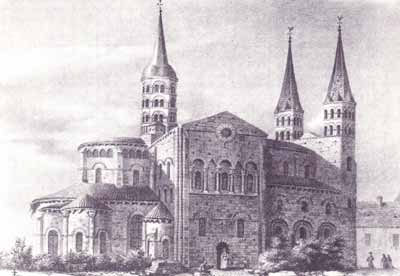
XVIIIe siècle.

L'église, épargnée par cet incendie, eut à souffrir des modes architecturales, des conflits idéologiques et des vicissitudes du temps. En 1475, le chevet fut défiguré par l'adjonction d'une sacristie entre la chapelle axiale et l'absidiole sud. La chapelle du croisillon sud fut remplacée par une chapelle que surmontait une tour carrée. Le porche a été remplacé par un fronton de style grec puis les sculptures du portail disparurent.
L’église est désaffectée à la Révolution et transformée en grange. Ses trois clochers romans et le narthex sont détruits en 1792. Elle devient église paroissiale au début du XIXe siècle (en 1798) et est classée Monument Historique en 1840.
Au début du XIXe siècle, les splendeurs de l'église ne sont pas reconnues. Le bâtiment disparait derrière un rideau de constructions anarchiques et le sol à l'extérieur s’exhausse de deux mètres à cause de la succession de constructions/démolitions qui finit par enterrer les soubassements.
Plusieurs restaurations furent effectuées aux XIXe et XXe siècles. D’abord de 1846 à 1851, puis de 1892 à 1902 (restaurations de la façade), en 1905 (voûte de la nef) et en 1910 (croisillon nord et reconstitution de la chapelle rayonnante). En 1846, conscient que la ville de Nevers possédait avec l'église Saint-Étienne un des plus beaux monuments romans, le conseil municipal lança des travaux importants : dégagement du bâtiment, assainissement, restauration du décor d'origine ; la toiture reçoit une couverture de tuiles creuses permettant un meilleurs écoulement des eaux pluviales ; la sacristie est démolie et le chevet retrouve son harmonie première lors de la reconstruction de la chapelle du croisillon sud.
Malgré ces restaurations, c'est l'un des rares monuments du XIe siècle qui nous soit parvenu sans altération majeure de sa pureté primitive.
En 1974, des fouilles sont faites à la croisée de l’édifice actuel. On a trouvé la substruction de l’église antérieure qui possédait une profonde abside centrale et au moins une absidiole côté nord. On a aussi trouvé quelques sarcophages et une mosaïque avec une représentation de saint Colomban.

## Architecture

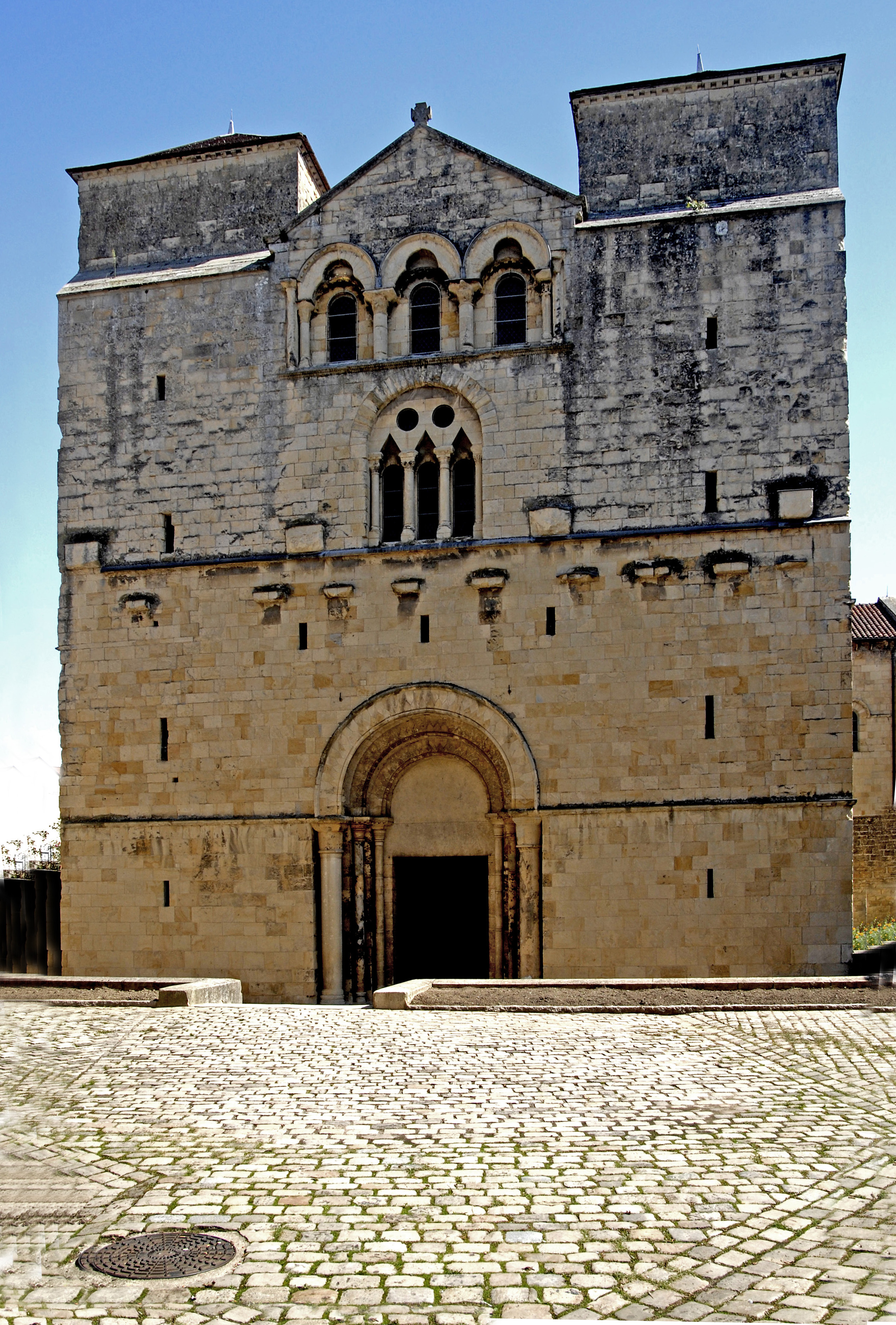
La façade de l'église Saint-Étienne de Nevers.

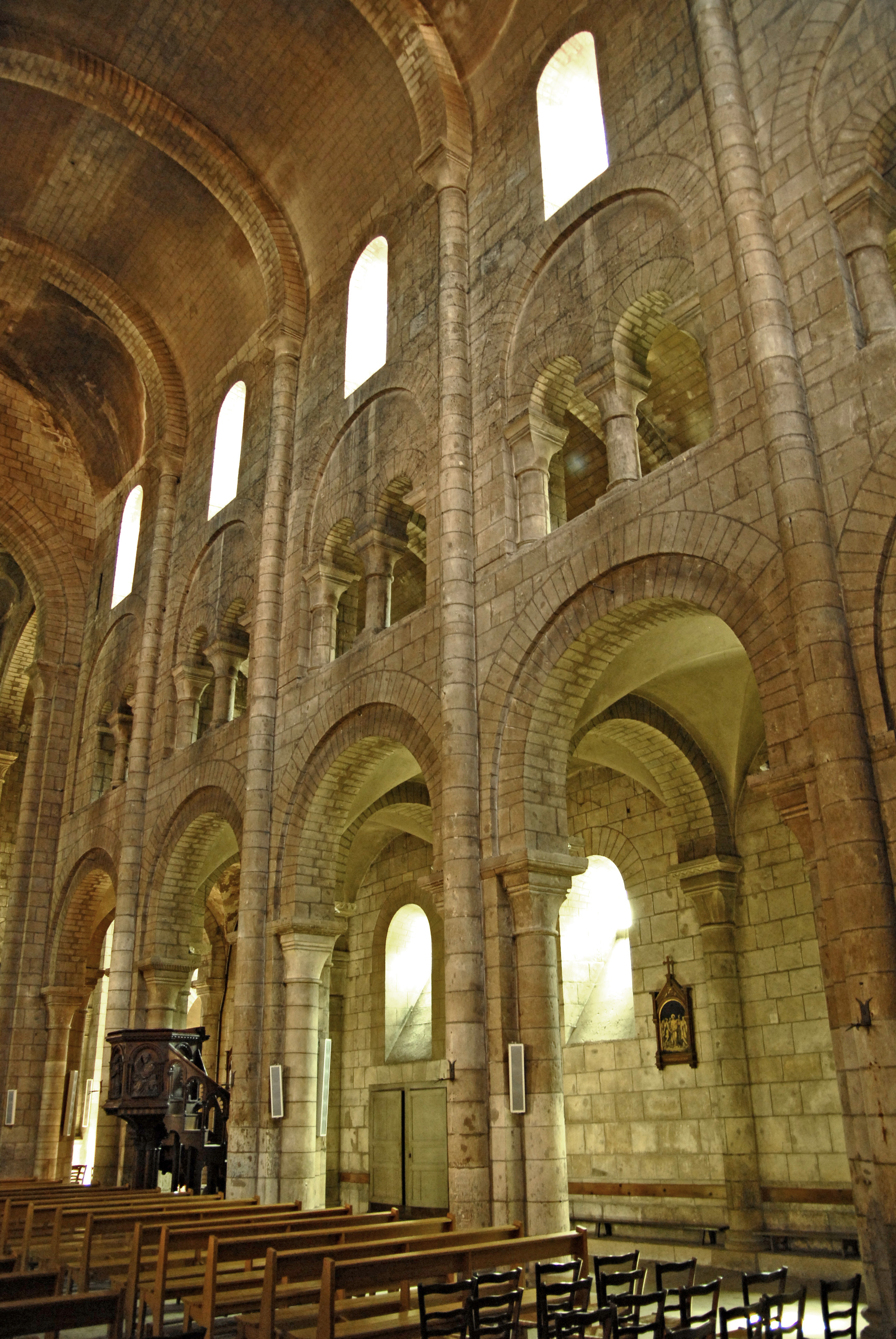
La voûte en berceau est à l'aplomb des colonnes de la basilique.

Vu de l'extérieur, l'édifice offre un aspect massif, imposant, sorte de forteresse religieuse, construit en pierres de taille soigneusement équarries avec ses baies aux contours nus et muets.
Si à l'intérieur la décoration a été ignorée, l'extérieur bénéficie de quelques éléments décoratifs, la corniche à modillons qui court le long du chevet et du déambulatoire, le cordon de billettes qui en souligne les baies, et les petites arcatures aveugles à la naissance de la voûte.

### Le plan et élévation de l'église Saint-Étienne
Le plan de base et l'élévation est d’une conception rigoureuse qui impose l’abandon de la moindre décoration pour se concentrer sur la construction. Ce parti pris architectural souligne l'influence de Cluny, et donne à l'espace un aspect sobre. L'élévation à trois niveaux  - arcades / tribune / fenêtres hautes - est classique du style roman. Elle est, toutefois, d’une grande originalité: entre les grandes arcades et les fenêtres hautes, s’intègre une galerie de circulation ou tribune. On suppose que le voutement n’était pas prévu dans le plan initial : la tribune inspirée des modèles normands, devait donc remplir un rôle d’articulation plastique entre les murs. Le voutement en berceau, entrepris ultérieurement, représentait un risque non négligeable. En effet, la tribune se situant largement en dessous de l’endroit où s’exercent les poussées, elle donnait lieu à une solution instable. Pourtant, cette expérience marque une étape importante vers les églises à tribune, type même des églises à pèlerinage auvergnates. En Auvergne, les tribunes seront, au contraire, placées très haut afin de contrebuter la poussée de la voûte centrale.
L’église Saint-Étienne fournit une illustration exemplaire des deux phénomènes : d’une part l’interaction entre différentes régions de la France romane et d'autre part l’importance de la Bourgogne en tant que plaque tournante et « inventeur » de solutions architecturales et plastiques avec l’évolution du motif de la tribune.
L’église Saint-Étienne de Nevers offre de nos jours un plan en croix latine qui a peu évolué depuis sa construction au XIe siècle, soit :
- une nef de six travées à trois étages, voûtée en berceau et dont la première travée était autrefois surmontée de deux clochers romans ;
- des collatéraux voûtés d'arêtes, surmontés de tribunes en demi-berceau ;
- un large transept saillant avec une absidiole sur chaque croisillon ;
- un chœur d’une travée en hémicycle, entouré d'un déambulatoire à trois chapelles rayonnantes. Ce chœur, avant la construction de Cluny III, est déjà le modèle des chœurs des futures églises de pèlerinage.

C’est le plan type des grandes églises romanes de pèlerinage de la France des XIe et XIIe siècles, comme à Toulouse, Conques, Beaune et Paray-le-Monial.

### Ses dimensions
- longueur totale : 50,70 mètres.
- longueur du transept : 33,45 mètres.
- largeur de la nef : 7,80 mètres.
- largeur des collatéraux : 3,10 mètres.
- hauteur de la nef sous la voûte : 18 mètres.

### Extérieur de l’édifice

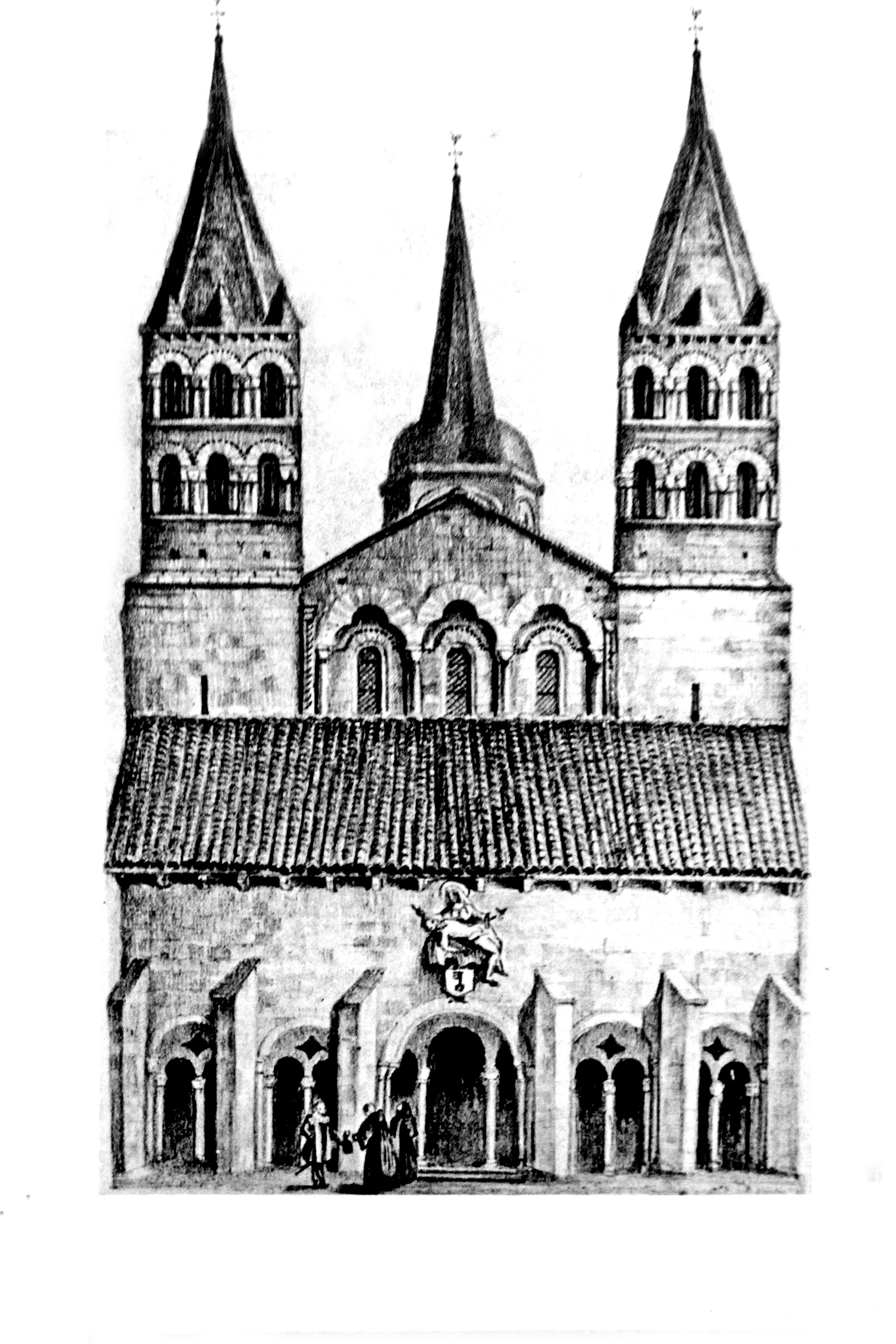
Façade de l'église avant 1792, avec les tours et le narthex.

Les murs sont en moyen appareil régulier, clair et à joints fins. La toiture est composées de tuiles romaines.

#### La façade ouest
La façade que l’on voit de nos jours, n’est plus celle de l’époque romane. Le narthex de style roman (construit avant 1171) qui précédait la façade a été détruit en 1792. Témoin de cette existence, la dizaine de corbeaux qui l’ont soutenu. Un autre porche de style classique et une tourelle d’escalier ont existé aussi jusqu’au XIXe siècle. Les étages supérieurs des deux clochers romans de plan carré qui surmontent la façade ont été abattus en 1792. Il ne reste plus que les souches sans aucune décoration, qui donne à cette façade son aspect massif. La baie de la façade avec ses arcs en mitres et le pignon central sont des adjonctions modernes. Toutefois, la façade conserve encore quelques détails romans, notamment les trois baies trilobées situées au-dessus de la baie avec ses arcs en mitre, et le grand portail central. Ce portail, probablement du XIIe siècle, a été restauré mais il présente encore des pièces d’origine telles que les grandes et les petites colonnes, les voussures décorées et les chapiteaux nus. Autrefois il possédait un tympan sculpté d’un Christ en gloire encadré de deux anges ainsi qu'un linteau représentant l'Adoration des mages.

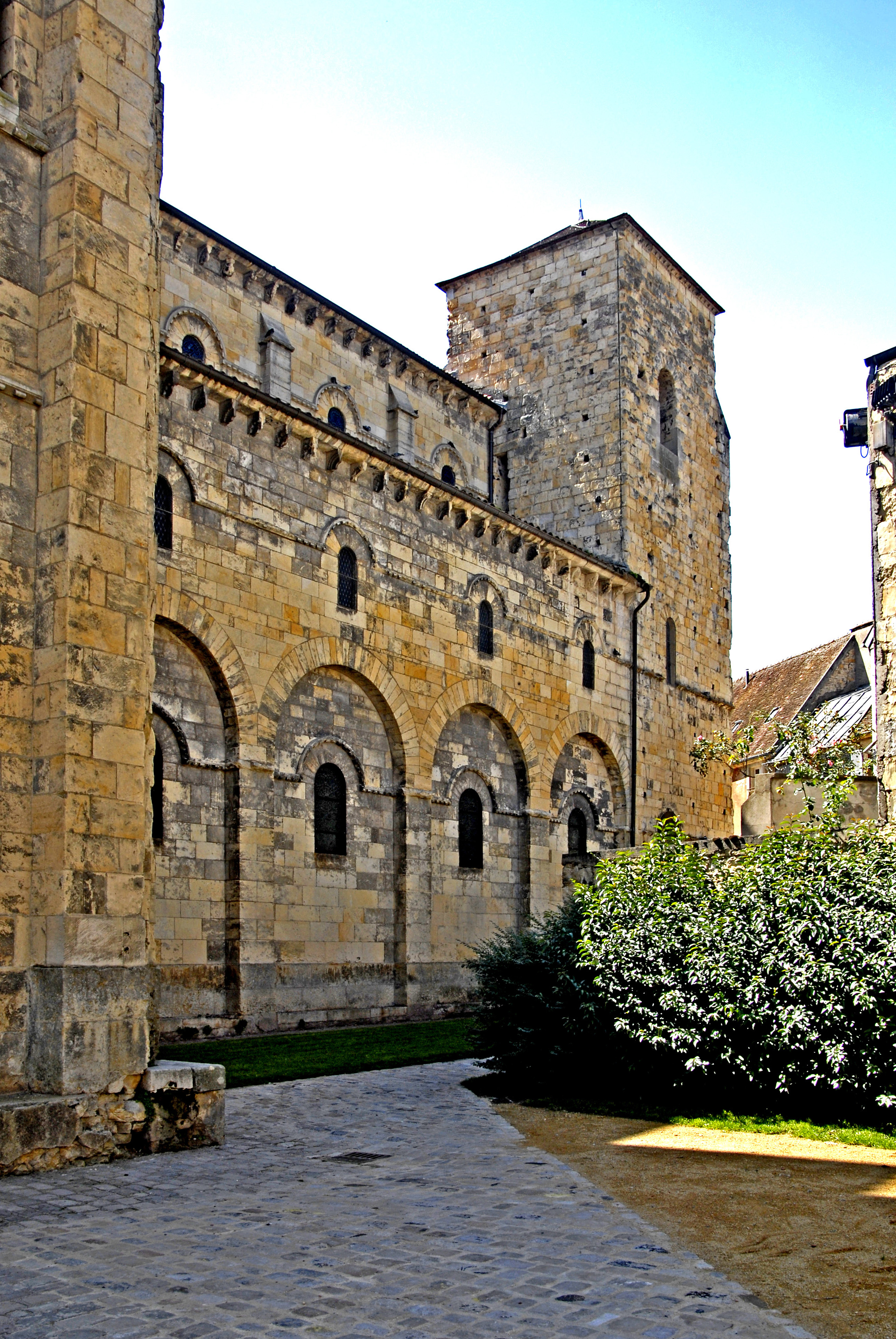
Arcs de décharge et cordons de billettes à l'extérieur de la nef.

#### La nef
De l’extérieur, la hauteur de la nef est frappante avec ses trois étages de baies reliées à chaque étage par des cordons de billettes, et celles du niveau inférieur décorées à chaque travée par un arc de décharge. Cette élévation révèle déjà l’ordonnance intérieure de la nef.

#### Le transept
De l’extérieur, la grande masse du transept est surmontée par l’ancien clocher qui se trouve au-dessus de la croisée. Comme les clochers de la façade, ses étages supérieurs ont été démolis en 1792, et aujourd’hui la souche carrée est surmontée d’un seul étage octogonal décoré d’arcatures et de colonnettes.
Les éléments remarquables du transept sont les pignons nord et sud des croisillons. Entre les baies du premier étage et l’oculus cerné d'un cordon de billettes de l’étage supérieur, trois baies s’inscrivent dans une série d’arcatures qui constituent une partie importante du décor de l’église de Saint-Étienne. Des cinq arcades, trois sont en plein cintre et deux sont en mitre, décor rare qu’on retrouve sur d’autres églises nivernaises ainsi qu’en Auvergne. Les arcades reposent sur six colonnettes surmontées de chapiteaux sculptés de feuilles et de palmettes.

#### Le chevet
Le chevet retient l'attention par la sobriété de ses proportions et l'harmonie de l’agencement de ses masses, avec ses trois chapelles rayonnantes, les deux absidioles du transept, le toit du déambulatoire puis le mur de l'abside, le tout couronné par la souche de la tour qui se dressait primitivement sur la croisée du transept. Des contreforts plats renforcent cette verticalité.
Ainsi, l’étagement des chapelles, du déambulatoire, de l’abside et du clocher souligne cette élévation tandis que l’horizontalité est renforcée par les éléments décoratifs si rares sur cette église : des cordons de billettes, et beaucoup de modillons sculptés qui soulignent les corniches des toitures.
Ces modillons sont l’élément le plus intéressant de la sculpture de Saint-Étienne, et on y trouve rosaces, chevrons, losanges, perles, torsades, animaux domestiques tels que des chevaux, têtes de monstres, des diables au thorax émincé ou des têtes cornues de diables ainsi qu’une bien étrange chouette à visage humain.
La chapelle axiale et les chapelles orientales du transept ont des contreforts plats bien que les autres chapelles du déambulatoire ont des contreforts-colonnes. Au-dessus des baies de l’abside on remarque une série d’arcatures sur colonnettes comparables à celles de Cosne-Cours-sur-Loire.
La chapelle sud-est du déambulatoire et la chapelle du croisillon sud ont été reconstituées en 1910 dans leur état roman. Sur cet emplacement se trouvaient une chapelle rectangulaire du XVe siècle et la sacristie. Des cartes postales anciennes montrent ces constructions qui détruisaient l’harmonie du chevet.

### Intérieur de l’édifice

#### La nef

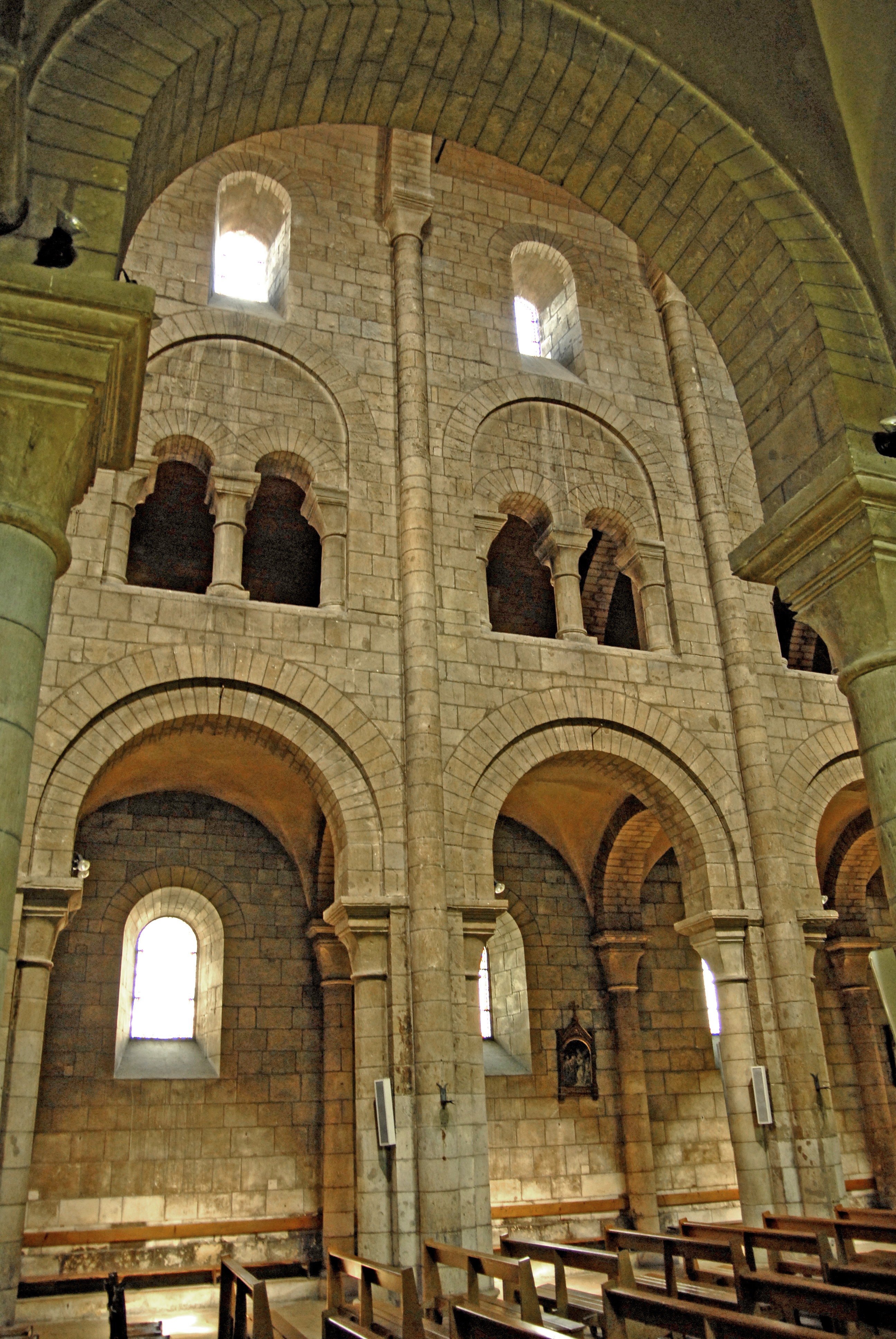
Les trois étages de la nef : bas-côté, tribune et fenêtres hautes.

La nef est sans doute la partie la plus remarquable de l’église priorale de Saint-Étienne. En effet, elle est composée de six travées dont la première est surmontée d’une tribune. Elle est voûtée d’un berceau en plein cintre qui est soutenu par des doubleaux reposant sur des colonnes engagées. Enfin, elle est singulière par son élévation de trois étages. Cette élévation culminant à 18 mètres sous une voûte en berceau représente une prouesse qui restera inégalée jusqu'à la période gothique. Cette conception, qui permet un vaste volume et un éclairage direct de la nef, est rendue possible par l'existence de tribunes voûtées de demi-berceaux. Ceux-ci épaulent en effet le mur supérieur de la nef et contrebutent les poussées émises par la voûte principale. Ainsi, le premier étage se compose de grandes arcades à double rouleau en plein cintre, qui font communiquer la nef avec les bas-côtés voûtés d’arêtes sur doubleaux. Ces grandes arcades retombent sur de simples piliers carrés flanqués, sur chaque face, de colonnes engagées aux chapiteaux nus.
Situées au deuxième étage, donc au-dessus des bas-côtés, les tribunes sont uniques en Bourgogne. Elles communiquent avec la nef centrale par une grande arcade géminée encadrée de colonnes surmontées de chapiteaux sans décors. Les tribunes sont voûtés de demi-berceaux avec d’épais doubleaux qui soutiennent la voûte centrale de la nef et s’achèvent en hémicycle au côté est.
Enfin, l’étage supérieur est celui des fenêtres hautes. Il y en a une par travée. Cet étage très ouvert sur l’extérieur distingue l’église Saint-Étienne de Nevers des grandes églises du Massif Central auvergnat comme Clermont-Ferrand, Saint-Nectaire, Orcival et Issoire, où on retrouve des tribunes très comparables, mais sans le troisième étage. Cette élévation caractéristique sur trois niveaux introduit une évolution dans l’architecture romane, qui influencera les églises de la fin du XIe et XIIe siècles comme la troisième abbatiale de Cluny et les églises clunisiennes d’Autun, de Paray-le-Monial, de Beaune ou de Saulieu.
On peut remarquer l’absence de décor sculpté et historié des chapiteaux de la nef. On peut observer seulement un chapiteau à palmes à nervures et un autre à feuilles d’acanthe, les autres sont nus.

#### Le transept
Le transept est très saillant et est vouté en berceau. Sa hauteur est inférieure à celle de la nef, comme il est possible de le constater dans les églises clunisiennes depuis le début de l'époque romane. Le transept est éclairé par plusieurs étages de baies en plein cintre. Les croisillons sont voûtés en berceau et divisés en deux travées par un arc en plein cintre sous lequel on trouve un mur diaphragme ajouré de cinq arcatures sur colonnettes. Ces “écrans intérieurs” qui coupent l’espace du transept sont uniques en Bourgogne. La croisée du transept est couverte par une belle coupole octogonale sur trompes qui surmonte les quatre arcs en plein cintre. Chaque croisillon s’ouvre sur une chapelle orientée en cul-de-four.

#### Le chœur
Le chœur se compose d’une travée suivi d’une abside. Cette dernière est entourée par un déambulatoire qui s’ouvre sur trois chapelles rayonnantes. Le chœur a la même hauteur que le transept mais l’élévation intérieure est différente. L’élévation de la travée de chœur et de l’abside est de trois étages comme pour la nef. Toutefois, le premier étage est composé de grandes arcades qui sont plus étroites que celles de la nef ; au rond-point de l’abside, les cinq arcades surhaussées reposent sur des colonnes aux chapiteaux simplement épannelés. Le deuxième étage montre un triforium aveugle qui se compose de petites arcatures géminées avec des colonnettes et des pilastres. Enfin, dans l’étage supérieur, cinq baies à colonnettes éclairent le sanctuaire sous le cul-de-four de l’abside.
Le déambulatoire qui entoure la travée de chœur et l’abside est voûté d’arêtes. Dans le déambulatoire, quelques chapiteaux sont décorés de palmettes, de chevrons, d’écailles ou de feuilles et les tailloirs sont sculptés de billettes, d’entrelacs et d’un serpent. Des sarcophages mérovingiens à entrelacs y ont été déposés.
Les chapelles rayonnantes sont un peu plus profondes que celles du transept et possèdent trois baies entre des arcatures ayant colonnettes et chapiteaux.
Dans le chœur on trouve l’autel roman qui est conservé.
Sur certaines pierres du chœur, on peut voir les marques des tailleurs de pierres. Chaque tailleur de pierres avait sa marque, appelée signe lapidaire ou marque de tâcheron. Ces signes servaient au paiement des travaux.

### Tableaux, sculptures
- Statue de  saint Jean-Baptiste, en marbre blanc, datée du XVe siècle, et  Classé MH (1912)[3].
- Statue de saint Fiacre, art populaire, pierre polychrome, datée du XVe siècle et  Classé MH (1913)[4].

## Cloître
Le long du mur de l'église se trouve la galerie du cloître : quatre travées voûtées sur croisées d'ogives, retombées de masques et feuillages.

### Bâtiments conventuels
En 1420, un incendie détruit les bâtiments du monastère qui se trouvent au côté sud de l’église. Ils sont partiellement reconstruits au XVIIIe siècle.
On trouve encore les vestiges du cloître contre le bas-côté sud de l’église.

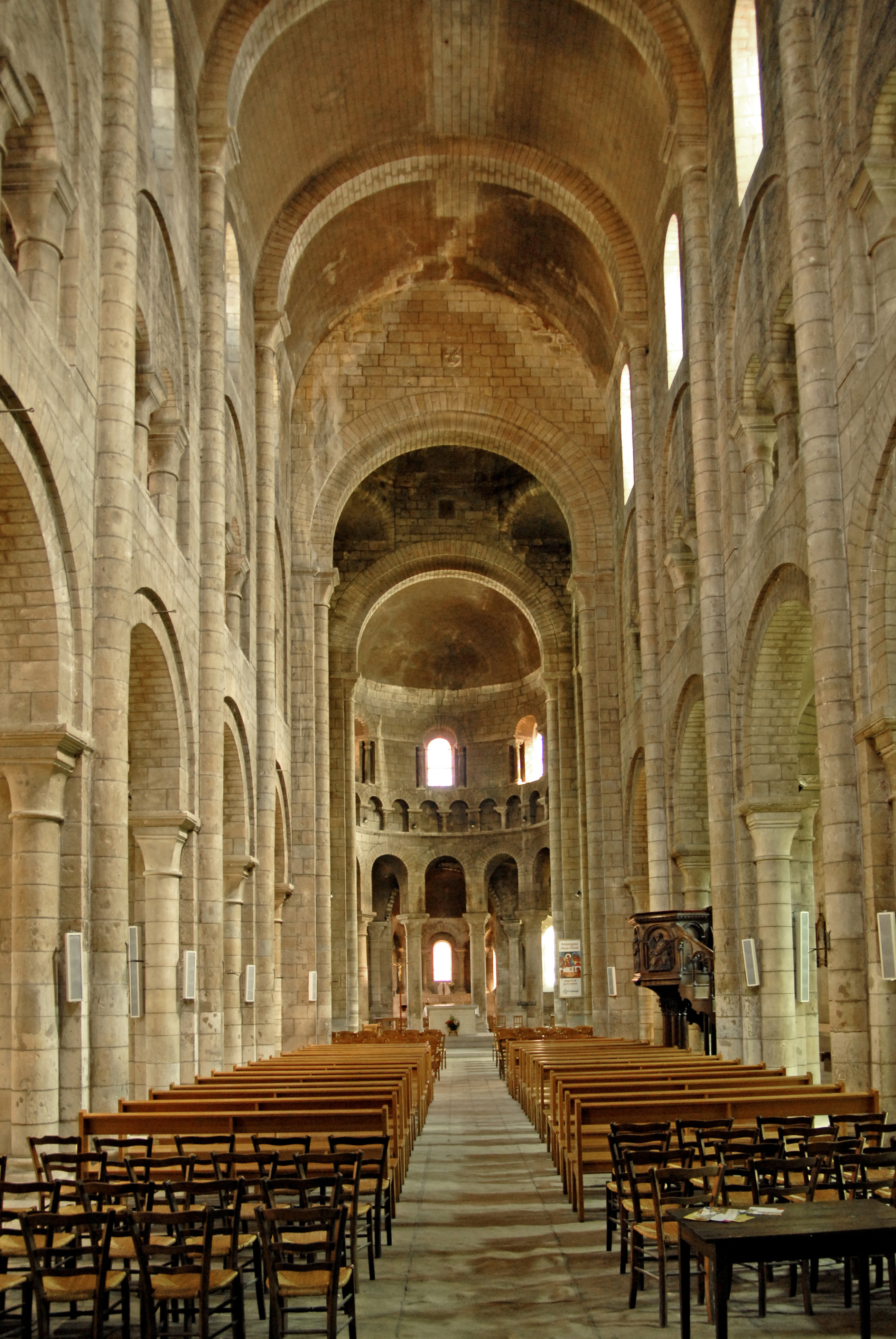
Nef.
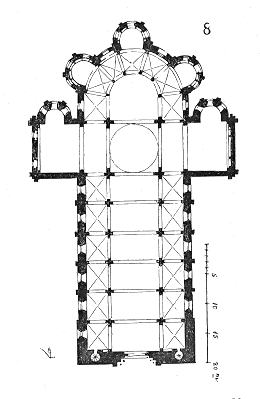
Plan de l'église d'après Viollet-le-Duc.
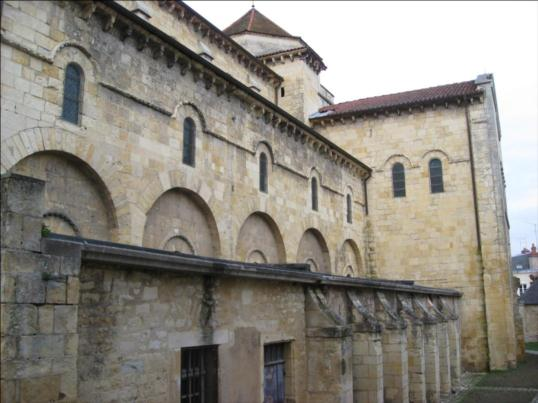
Bas-côté sud.

#### Maison du prieur
- Maison du prieur de Saint-Étienne de Nevers

## Prieurs
- 1580  - Étienne de Favardin , en activité cette année-là.
- 1646  - Claude Maulnorry, en activité cette année-là[5].

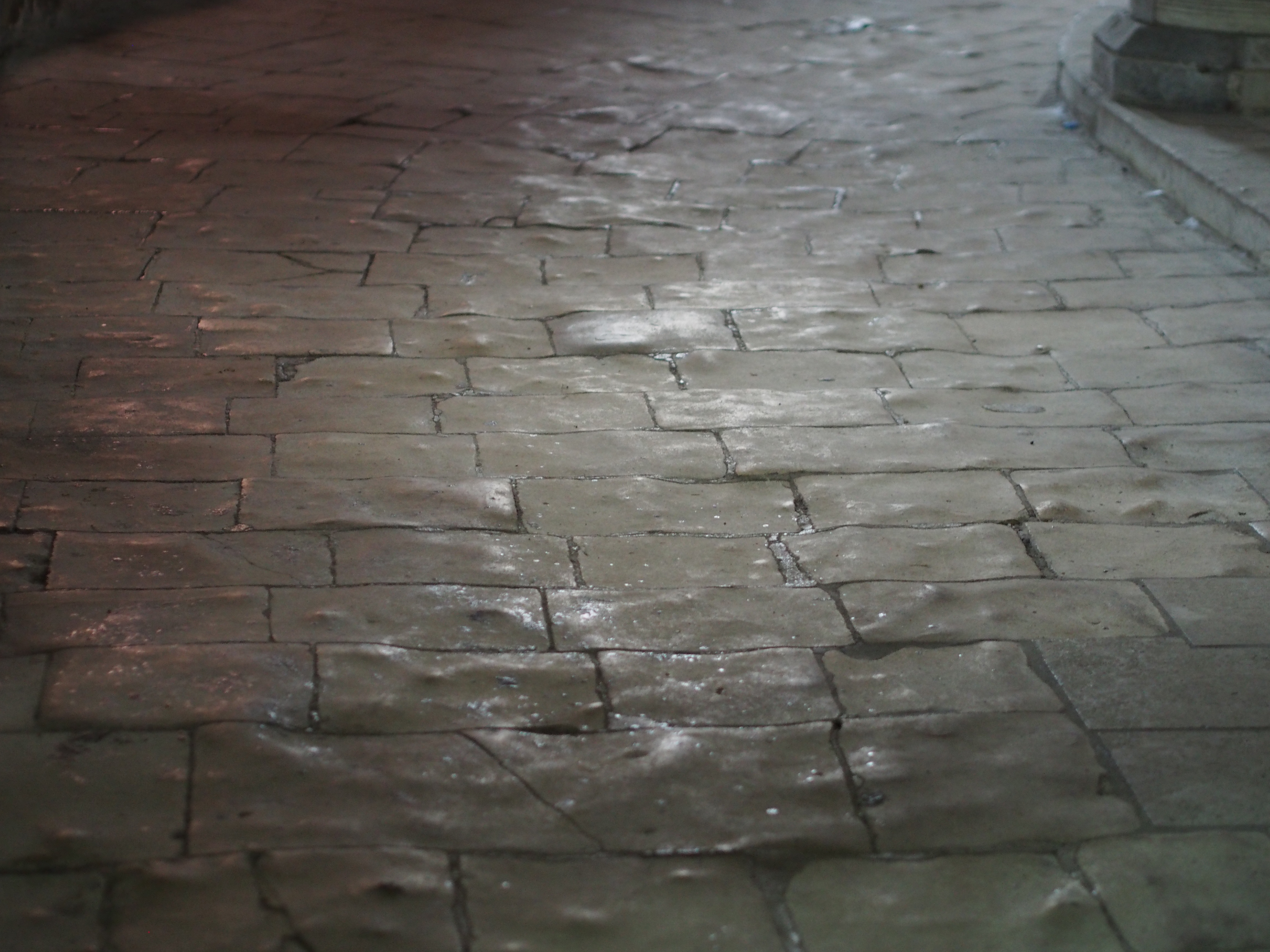
Pavement de l’église autour du chœur.